# Borkowo Małe, Tỉnh West Pomeranian
Borkowo Małe [bɔrˈkɔvɔ ˈmawɛ] (tiếng Đức: Klein Borckenhagen) là một khu định cư ở khu hành chính của Gmina Radowo Małe, thuộc quận Łobez, West Pomeranian Voivodeship, ở phía tây bắc Ba Lan.
Trước năm 1945 khu vực này là một phần của Đức tỉnh Pomerania. Sau Thế chiến II, người dân bản địa Đức bị trục xuất và thay thế bằng người Ba Lan. Đối với lịch sử của khu vực, xem Lịch sử của Pomerania.